# Masakr v Glencoe

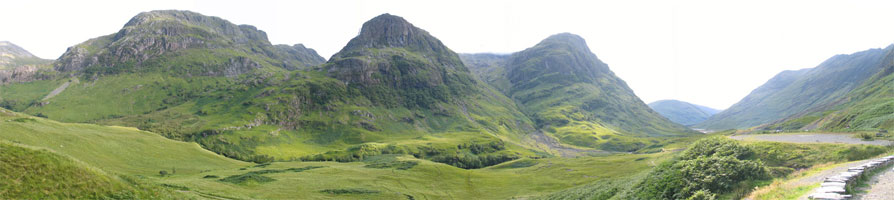
Údolí Glencoe

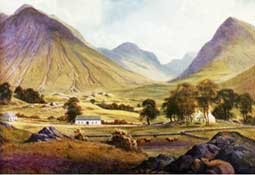
Glencoe v roce 1692, v době masakru. Malba z eduardovského období

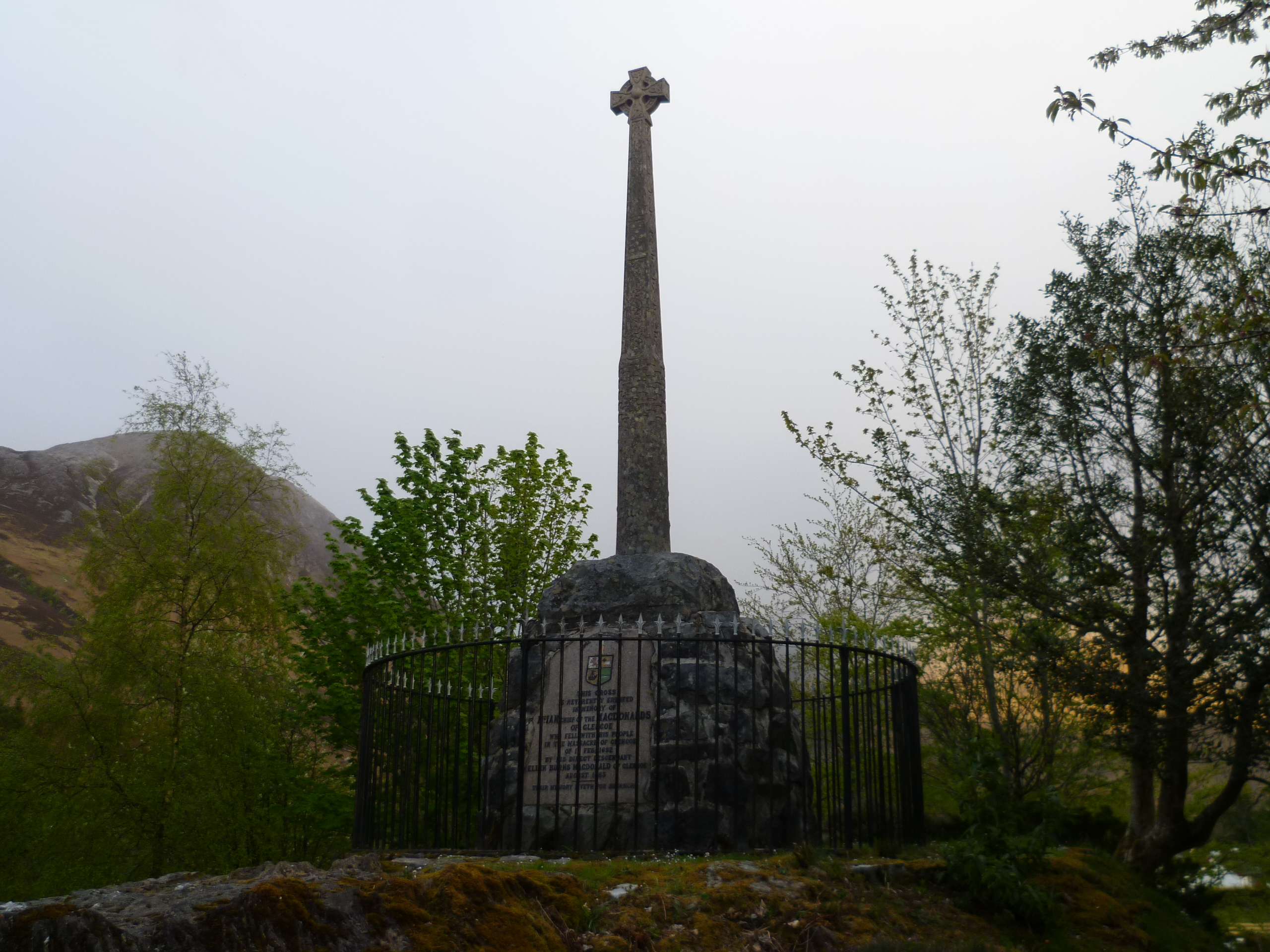
Památník masakru v Glencoe

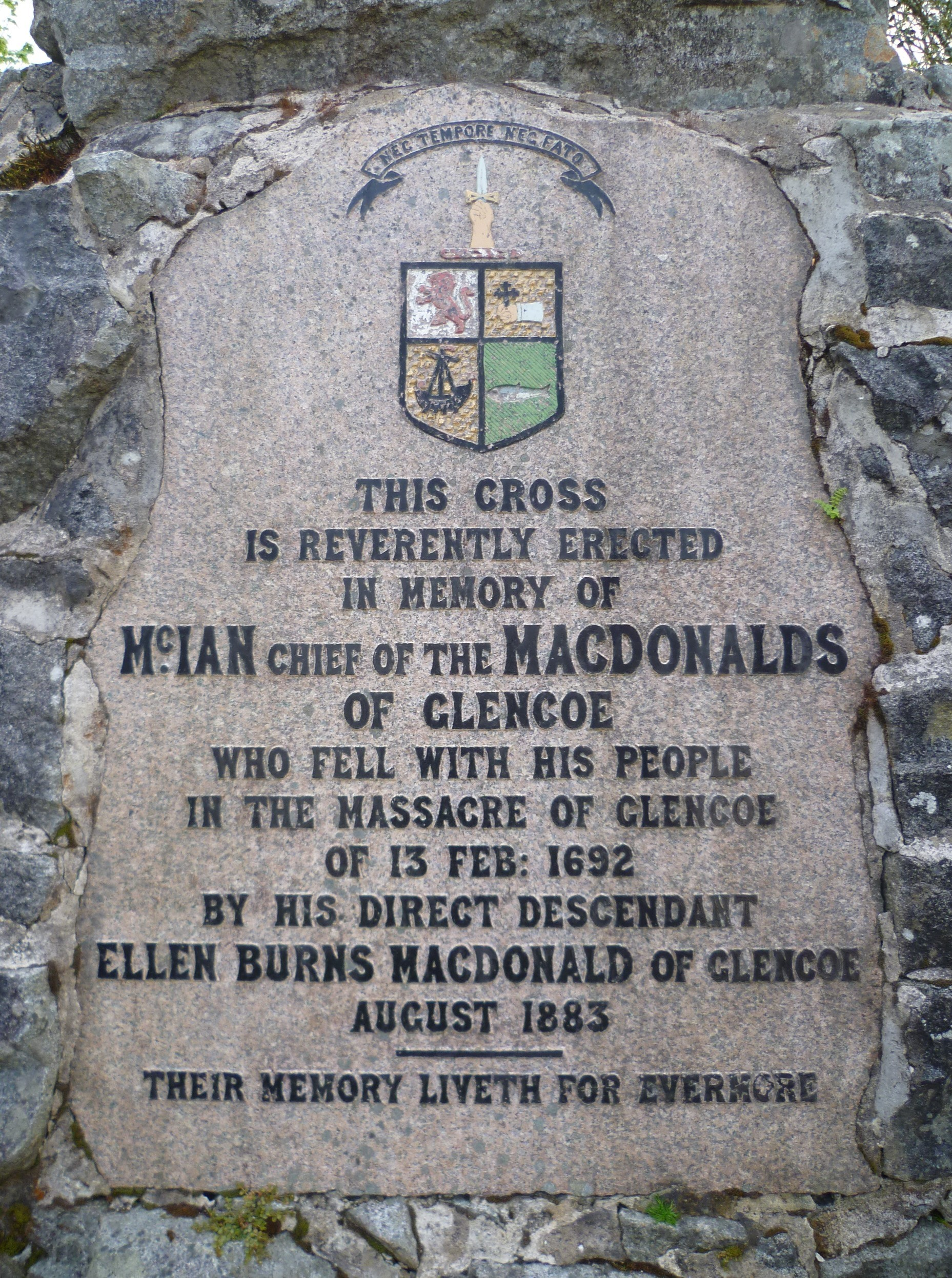
Pamětní deska k památníku a kříži, vztyčeného přímým potomkem Mac Iana, velitele MacDonaldů. Památník nechala v roce 1883 postavit Ellen Burns MacDonald z Glencoe

Masakr v Glencoe, v gaelštině nazývaný Mort Ghlinne Comhann neboli vražda v Glen Coe, se odehrál v údolí Glen Coe ve Skotsku časně ráno 13. února 1692, v období nazývaném Slavná revoluce. Masakr začal zároveň ve třech sídlech v údolí – Invercoe, Inverriganu a Achaconu – přestože vraždění probíhalo po celém údolí, tak jak byli pronásledováni příslušníci klanu MacDonaldů. Třicet osm členů rodu MacDonaldů z Glencoe bylo povražděno hosty, kteří přijali jejich pohostinství, a to na základě jejich váhání přísahat věrnost novým panovníkům, Marii II. Stuartovně a jejímu manželovi Vilému III. Oranžskému. Dalších čtyřicet žen a dětí zemřelo na podchlazení, poté co byly spáleny jejich domovy.

## Pozadí
V roce 1688 Vilém III. Oranžský usedl na anglický trůn. Skotský parlament dříve než uznal Viléma za krále, vyslal zprávu k Vilémovi i Jakubovi VII. (Jakub II. Stuart). Až arogantní odpověď od Jakuba přesvědčila Skoty, aby Viléma přijali. John Graham, 1. vikomt z Dundee však zůstal věrný Jakubovi a vedl skotské horaly do Jakobitského povstání ve snaze navrátit trůn králi Jakubovi. Dundee byl zabit v bitvě u Killiecrankie, a skotské povstání utrpělo neodvratitelnou porážku v bitvě u Dunkeldu. Příslušníci klanu MacIainů z Glencoe, kteří byli součástí klanu MacDonaldů, společně se svými příbuznými z Glengarry vyplenili na své cestě domů pozemky Roberta Campbella z Glenlyonu a ukradli mu dobytek, čímž ještě přitížili problémům, které měl se svými dluhy z hazardu, a donutili ho přijmout armádní úřad, aby zabezpečil rodinu. Ve své pozdější žádosti o náhradu škody Campbell zřetelně poukazuje na vinnu Glengarrských mužů, a ani slovem se nezmiňuje o Glencoe.
Skotští Jakobité byli těžce poraženi u Cromdalu 1. května 1690 a Jakub byl poražen 1. července 1690 v bitvě u Boyne v Irsku.
27. srpna 1691, Vilém III. nabídl klanům z Vysočiny milost za jejich účast na Jakobitském povstání, pokud se zavážou spojenectvím s ním do 1. ledna 1692. Přísaha měla proběhnout před očima smírčího soudce podepsáním dokumentu o spojenectví. Pokud by podpis odmítli, byli vystaveni hrozbě královy odplaty. Náčelníci klanů na Vysočině poslali zprávu Jakubovi, který právě pobýval v exilu ve Francii, aby získali jeho souhlas k podepsání přísahy. Jakub se dlouho rozmýšlel nad takovým rozhodnutím, protože byl přesvědčen, že je blízko dne, kdy se bude moci vrátit do Británie a nárokovat si svůj trůn. Když pochopil, že se do stanovené lhůty do Británie nevrátí, poslal zpět do Skotska list, ve kterém povolil náčelníkům klanů přísahu přijmout. Tato zpráva dostihla své příjemce v půlce prosince, pouze několik týdnů před uplynutím lhůty. V té době vládlo Skotsku strašlivé zimní počasí. Někteří náčelníci okamžitě spěchali podepsat přísahu, ale někteří vyčkávali. Alastair MacIain, 12. náčelník z Glencoe, vyčkával do posledního dne než se vydal na cestu podepsat slib.
31. prosince 1691, putoval do Fort Williamu a žádal tamějšího správce podplukovníka Johna Hilla, aby od něj přijal požadovaný slib. Podplukovník Hill však namítl, že není kompetentní, aby od něho tento dokument přijal. Poslal MacIaina spěšně do Inveraray, aby předal svou přísahu do rukou sira Colina Campbella, šerifa z Argyllu. Podplukovník Hill dal MacIainovi list pro ochranu a dopis pro sira Colina, v němž ho žádal, aby přijal MacIainovu přísahu, protože MacIain přijel k podplukovníku Hillovi před stanoveným termínem. Hill také ujistil MacIaina, že proti němu nebudou podniknuty žádné kroky bez toho, aniž by měl příležitost vysvětlit své zdržení před králem a jeho koncilem.
MacIainovi trvalo tři dny než se dostal do Inveraray, částečně z důvodu špatného počasí, částečně proto, že byl na jeden den zadržen 1. posádkou pěšího regimentu vévody z Argyllu na hradě Balcardine, na příkaz kapitána Drummonda, který se chtěl ujistit, že MacIain nepřijede do Inveraray včas. Když dorazil do Inveraray, musel ještě tři dny čekat na příjezd sira Colina, který nebyl právě přítomný, protože trávil Nový rok se svou rodinou u jezera Loch Fyne. Po svém příjezdu, sir Colin neochotně přijal MacIainovu přísahu.
MacIain byl spokojený, že předal svůj slib, a byl přesvědčen, že proti němu ani jeho lidem nebudou podnikány žádné kroky. Bohužel, někdo ve vládě spatřil možnost zničit nepřátelský klan, a tak udělat z MacDonaldů odstrašující příklad jedním úderem.

## Masakr
Spiknutí se dalo do pohybu a byli v něm zapojeni John Dalrymple, 1. hrabě ze Stairu a Thomas Livingstone, 1. vikomt z Teviotu, velitel Skotských vojenských jednotek, a dokonce i král Vilém, který podepsal a ratifikoval příkaz.
Na konci ledna 1692 byla první a druhá posádka pěšího regimentu vévody z Argyllu, okolo 120 mužů, pod vedením kapitána Roberta Campbella přemístěna k MacDonaldům v Glencoe. Dostalo se jim přijetí podle pohostinské tradice Vysočiny. Většina regimentu byla naverbována z Argyllu, ale pouze menšina nesla jméno Campbell. Ostatní, včetně mnoha důstojníků pocházela z Nížiny. Kapitán Campbell byl sám svatbou spřízněn se starými MacIainy, a proto byl přirozeně ubytován v náčelníkově domě. Každé ráno po dobu asi dvou týdnů navštěvoval kapitán Campbell domov Alexandera MacDonalda, MacIainova nejmladšího syna, který byl ženatý s Campbellovou neteří, sestrou Roba Roye MacGregora. Neví se jistě, zda Campbell věděl o povaze svého úkolu – zdánlivě bylo jejich úkolem vybrání daní, zavedených Skotským parlamentem v roce 1690. Campbell dostal platné rozkazy k provedení akce od podplukovníka Hilla, který se předtím snažil pomoci MacIainům předat jejich přísahu a rozptýlit všechna MacIainova podezření. Přesto to byl právě podplukovník Hill, kdo vydal příkaz k masakru, který se odehrál o dva týdny později.
12. února 1692 přijel kapitán Drummond. Ten přivezl Robetu Campbellovi následující instrukce:
Tímto se vám přikazuje přepadnout rebely, McDonaldy z Glencoe, a všechny mladší sedmdesáti let ztrestat mečem. Zvláště se ujistěte, že starý Fox a jeho synové neuniknou z vašich rukou, ujistěte se, že žádný muž neunikne. Jste povinen toto vykonat přesně v pět hodin a během té doby, nebo velmi krátce poté, se pokusím k vám připojit s posilami. Pokud se k vám do pěti nepřipojím, neváhejte a zaútočte. Toto se děje na zvláštní králův příkaz, pro dobro a bezpečí Království, které tito ničemové poškozují a rozdělují. Tento rozkaz bude proveden bez odmluvy či prokázání přízně nepřátelům, nebo můžete očekávat propuštění z královských služeb. Předpokládám, že nezklamete v naplnění tohoto úkolu.
 Toto podepisuji vlastní rukou.

V Ballicholis 12. února 1692

(podepsán) R. Duncanson

pro kpt. Roberta Campbella z Glenlyonu v králových službách
Robert Campbell strávil večer hraním karet se svými nic netušícími oběťmi a než se odebral na lože, popřál jim dobrou noc a přijal pozvání od MacIaina, aby s nimi následujícího dne povečeřel.
Alastair MacIain byl zabit, když se pokoušel vstát ze své postele. Zabili ho poručík Lindsay a praporečník Lundi, ale Alastairovi synové uprchli. Dohromady bylo zavražděno 38 mužů, buď ve svých domovech, nebo když se pokoušeli uprchnout z údolí. Dalších 40 žen a dětí zemřelo na podchlazení, když jim byly zapáleny domy. Jinde stačili členové obou stran varovat další členy klanu, kteří uprchli. Někteří Campbellovi muži odmítli splnit rozkaz – poručík Francis Farquhar a poručík Gilbert Kennedy raději zlomili své meče, než aby uposlechli rozkaz. Byli zatčeni a uvězněni, ale později byli osvobozeni, zproštěni viny a vydali svědectví v soudním procesu proti svým vrchním velitelům.